# Temple de Sesostris III a Abidos
El temple de Sesostris III (Senusret III) a Abidos fou un temple construït per Sesostris III (Dinastia XII) a la ciutat d'Abidos, a la part occidental del desert, al sud-est del Temple de Seti I. En queden poques restes degut a l'acció de l'arena, però les que hi queden encara el fan un dels temples més ben conservats del període de l'Imperi mitjà. Fou estudiat modernament per Josef Wegner el 1994 amb sorprenents descobriments i es van recuperar importants fragments decorats.
La tomba de Sesostris III era a l'oest i devia formar un conjunt funerari amb el temple, conjunt que fou conegut com a "Duradores són les obres de Khakaure a Abidos"